# Bãi Hải Yến
Bãi Hải Yến (tiếng Anh: chưa rõ; tiếng Trung: 彬礁, bính âm: Bīn Jiāo) là một bãi ngầm nằm về phía đông của đá Chà Và, của Bãi cạn Nam thuộc cụm Bình Nguyên của quần đảo Trường Sa.
Bãi Hải Yến là đối tượng tranh chấp giữa Việt Nam, Đài Loan, Philippines và Trung Quốc. Hiện chưa rõ nước nào thực sự kiểm soát bãi này. Tọa độ của bãi ngầm này là 10°34′0″B 116°58′0″Đ.